# Brianola curvirostris
Brianola curvirostris är en kräftdjursart. Brianola curvirostris ingår i släktet Brianola och familjen Canuellidae. Inga underarter finns listade i Catalogue of Life.